# Шишханова, Любовь Башировна
Любовь Башировна Шишха́нова (29 июня 1947, Каратау, Джамбулская область, Казахская ССР — 17 ноября 2023, Москва) — советский и российский музыкант и музыкальный педагог. Солистка-органистка Ярославской филармонии (1972—2023), преподаватель кафедры органа и клавесина Московской консерватории (2001—2023). Народная артистка России (2006).

## Биография
Родилась в городе Каратау Джамбулской области Казахстана. По происхождению ингушка. Отец — горный инженер, позже стал директором горнообогатительного предприятия «Фосфорит»,  мать — химик.
В 1961 году окончила Первую музыкальную школу-семилетку в городе Куйбышеве (класс фортепиано М. Н. Рубакиной). В этом же году поступила в Центральную музыкальную школу при Московской государственной консерватории имени П. И. Чайковского (класс фортепиано С. Л. Дижура), которую окончила в 1966 году с золотой медалью.
В 1970 году проходила стажировку как органистка и клавесинистка на Высших курсах исполнительского мастерства в Чехословакии у профессоров И. Рейнбергера и З. Ружичковой.
В 1972 году окончила Московскую консерваторию по классу фортепиано у В. И. Носова и классу органа и клавесина у Л. И. Ройзмана.
В 1973 году была на стажировке, продолжая обучение по органу у Л. И. Ройзмана, а в 1974—1977 годах в аспирантуре по классу органа и клавесина у Л. И. Ройзмана.
В 1975—1976 годах в качестве органного мастера стажировалась во Франкфурте-на-Одере (Германия) на фирме «В. Зауэр» (W. Sauer Orgelbau Frankfurt (Oder) GmbH), изучая основы органостроения.
В 1987—1989 годах принимала участие в органных семинарах в Пицунде и Риге под руководством Л. Кремера (Германия). Неоднократно участвовала в семинарах в Милльштатте: в 1990 году — под руководством профессоров Г. Литеза и М. Шнайдера, в 1991 и 1992 годах — под руководством профессоров А. Роесслер, Х. Майстера и Ги Бове. Три года подряд (1991—1993) Шишханова участвовала в семинарах по современной органной музыке профессора К.-М. Циглера в г. Касселе (Германия), а также в семинаре профессора Л. Ломанна в Санкт-Петербурге (1995).
В течение четырёх лет (1990—1994) занималась в Кёльне у выдающегося органиста и дирижёра, профессора Михаэля Шнайдера.
В 1998—2000 годах вела класс органа в Нижегородской государственной консерватории им. М. И. Глинки.
В 2001 году была приглашена в Московскую консерваторию в качестве преподавателя органа на кафедре органа и клавесина, в настоящее время — профессор кафедры.
С 1999 года — заместитель председателя Президиума органной секции Ассоциации фортепианных мастеров Международного союза музыкальных деятелей, доцент семинара.
Шишханова внесла огромный вклад в развитие музыкальной культуры Ярославля: в 1974 году она принимала участие в установке органа фирмы «Зауэр» в концертном зале им. Л. В. Собинова. С тех пор регулярно в течение многих лет проводит циклы концертов-бесед об органной музыке для школьников в Ярославской филармонии, была членом комиссии по присуждению Собиновской премии (1996—1997). Инициатор, организатор и художественный руководитель международного органного фестиваля имени Л. И. Ройзмана в Ярославле, фестиваля хоровой, колокольной, органной и симфонической музыки «Сретение» (2003).
Органистка много гастролировала в России, странах СНГ и Европы (Германия, Австрия, Польша, Чехия, Англия, Франция), США, Китае, Японии. Выступала как солистка в ансамблях с Е. Чугаевой (скрипка), Н. Герасимовой (сопрано), К. Шнайдером (гобой, Германия), камерными ансамблями, оркестрами и хорами. Принимала участие в фестивале в Маниле (Филиппины) на бамбуковом органе (2006).
В репертуаре произведения композиторов пяти столетий и многих стран — от И.С. Баха и его предшественников до XXI века. Являлась первой исполнительницей многих сочинений композиторов недавнего прошлого и наших современников. Ей посвящены «Большая органная тетрадь» Ю. Буцко, Диалог для чтеца и органа (50 псалом), Прелюдия для органа и ударных, «Экклезиаст» для чтеца и органа К. Накадзимы, Сонаты для органа С. Чеботарева и В. Полторацкого, Партита для скрипки и органа О. Комарницкого, Impromtus-Dedicaces Л. Карева.
В дискографии Любови Шишхановой — «Западноевропейская музыка на органе Домского собора в городе Граце», «Три века органной музыки Германии» на органе Кафедрального католического собора Непорочного Зачатия Пресвятой Девы Марии в Москве, «Концерт в музее “Музыка и Время”» (Ярославль, частный музей Дж. Г. Мостославского); «Братское поминовение» А. Кастальского для солистов, хора и органа, «Большая органная тетрадь» Ю. Буцко.
Органистка неоднократно записывалась на радиостанциях «Орфей», WDR, Hessen-Rundfunk и др.
Автор многочисленных публикаций в СМИ, редактор нотных изданий, переводчик иностранных книг и статей об органном искусстве. В частности, перевела с немецкого книгу Х. Майстера «Музыкальная риторика: Ключ к интерпретации произведений И. С. Баха», третье издание которой вышло в 2013 году. Одна из составителей сборника «Владыка Иоанн (Вендланд)» (Ярославль, 2011).
В 2013 и 2015 годах входила в состав жюри Международного конкурса органистов. им. Микаэла Таривердиева.
Скончалась 17 ноября 2023 года на 77-м году жизни. Похоронена в Ярославле.

## Награды и премии
- Народная артистка России (2006).
- Заслуженная артистка РСФСР (1987).
- Лауреат премии «Органист года» в номинации «За вклад в профессию» (2022)[3].
- Дважды лауреат Ярославской областной премии им. Л.В. Собинова (1994, 2005).
- Почётный знак Святого Луки «За развитие искусства» (2002) — за развитие культуры Ярославской области.
- Орден Святой равноапостольной княгини Ольги III степени Русской Православной церкви (2003) — за содействие распространению духовной музыки.